# Geografia del comportamento
La Geografia del comportamento, o Geografia della percezione, è una branca della geografia umana che studia i rapporti tra comportamento e cognizioni umane da un lato, e la dimensione spaziale e territoriale dall'altro.
Da questo punto di vista, presenta molti punti in comune con la psicologia ambientale; i geografi che si occupano di quest'ambito svolgono però la loro attività ponendo una maggiore attenzione alle variabili socio-economiche e territoriali, rispetto agli psicologi ambientali che lavorano soprattutto in contesti di laboratorio.
I geografi del comportamento si occupano delle rappresentazioni cognitive sottostanti il ragionamento spaziale, i processi di decision-making topologico, la costruzione di mappe mentali, l'attaccamento ai luoghi, gli atteggiamenti verso il territorio, le capacità di orientamento e di wayfinding; parte importante del settore è anche lo studio delle rappresentazioni spaziali e territoriali, la percezione del rischio territoriale ed i comportamenti umani su "microscala geografica".
Il nome deriva dal behaviourismo (in italiano, il comportamentismo), paradigma dominante in psicologia negli anni '60 e '70, durante la nascita e lo sviluppo di tale branca di studi nella cultura geografica anglosassone; in realtà, il nome corretto sarebbe cognitive geography. 
Allo stesso modo, il termine "percezione" è erroneamente invalso nell'uso, e viene usato al posto di quello che sarebbe invece più scientificamente corretto ("rappresentazione", termine più appropriato in un contesto cognitivista).